# Surinamesisk jordätare
Surinamesisk jordätare (Geophagus surinamensis) är en fiskart som först beskrevs av Bloch, 1791.  Surinamesisk jordätare ingår i släktet Geophagus och familjen Cichlidae. Inga underarter finns listade i Catalogue of Life.